# Der Wasserneck
Der Wasserneck (auch Wassernix oder Wassermann genannt) ist eine Sage aus dem im Kahlgrund gelegenen Dorf Schimborn.

## Inhalt
Einst in einem kalten Winter wollten drei Männer – der Hannes, der Peter und der Michel – in die Stadt, um ihre selbstgebundenen Besen zu verkaufen. Sie liefen schweigsam, jeder in seinen eigenen Gedanken vertieft, vor sich hin. Auf ihrem Weg in die Stadt, mussten sie die Kahl überqueren. Da die Männer die Furt in Königshofen nicht benutzen wollten, liefen sie weiter Richtung Schimborn und liefen bis zum dortigen Holzsteg, der über die Kahl führt. Der Steg war vereist und glatt. Währenddessen fängt Michel an zu scherzen, ob der Wassermann wohl merke, dass sie darüber laufen werden. Peter lachte nur verachtend und sagte, dass es den Wassermann nicht gebe und dies lediglich eine Geschichte für kleine Kinder und alte Frauen sei. Hannes dagegen verurteilte das Verhalten und mahnte, dass man über sowas nicht scherzen dürfe, da die Geister sich nicht verspotten lassen und den Verspottenden Übel als auch Leid zufügen werden. Peter erwiderte darauf, dass Hannes auch alles glaube, was man ihm erzähle. Hannes und Michel schwiegen, sie wussten, dass Peter nicht zu belehren war.
Die Kahl war durch das eisige Wetter am Rand zugefroren und floss recht ruhig. Doch Hannes ahnte Übles. Er sah aus der Wasseroberfläche einen froschartigen dicken Kopf mit hervorquellenden, hässlichen, wassertriefenden Augen ragen, der daraufhin schnell wieder verschwand. Auch Michel sah das Geschöpf. Er sagte zu den anderen, dass es aufgrund des eisigen Stegs unmöglich ist, diesen sicher zu überqueren und dass er lieber umkehren möchte. Doch die anderen beiden hörten nicht hin, Peter machte sich sogar weiterhin über den Wassernix lustig. Auf einmal rief er laut vor sich hin: „Hoho, Wassermann, hoho“. Die anderen versuchten ihn zur Ruhe zu bringen, da nun der Weg über den Steg bevorstand. Nun stellte sich die Frage, wer sich zuerst traut, den Steg zu überqueren. Hannes ging zuerst und kam am anderen Ufer, dicht gefolgt von Michel, unversehrt an. Peter war das Schlusslicht und war gerade auf der Hälfte des Stegs, als er erneut anfing den Wasserneck zu verspotten: „Hoho, Wassermann, hohoooo!“ Man hörte nur einen gellenden Schrei von Peter und sah einen nassen, haarigen Arm mit einer schwarzen Hand, die den ungezogenen Besenbinder in ein tiefes unterirdisches Wasserloch zog. Dazu rief der Wassernix sein gruseliges „Hoho! Hoho!“, das man bis nach Königshofen, Kaltenberg, Schimborn und die Oberschur hörte. Dort versetze es viele Menschen in Angst und Schrecken. Peter beschwor kurz bevor er in den Fluten unterging, die Mutter Gottes und wurde danach nie wieder gesehen.

## Rezeption in der heutigen Zeit
Wenn man in den Ort Schimborn fährt, kommt man an einem Kreisel vorbei. Nach einigen Entwürfen entschied sich die Dorfgemeinschaft bei der Gestaltung des Kreisels für eine Wasserneckfigur, so dass an die örtliche Sage erinnert wird und wichtiges Kulturgut erhalten bleibt. Die Figur wurde feierlich am Samstag, den 7. März 2020 enthüllt und ziert seitdem umgeben von blauen Blumen den Kreisel.